# 東寧百詠
《東寧百詠》，不分卷，由晉江人蘇鏡潭所撰，民國泉州和平印刷公司刊本。
蘇鏡潭於1918年及1923年兩度抵台，客居於臺北林家。1923年冬天，林小眉至晉江，蘇鏡潭與他酬唱十日，每日十首詩，十日共得百詠，進而集成《東寧百詠》。《東寧百詠》內容多與台灣事蹟相關，台灣古稱東寧，收錄自中國隋唐以降之台灣歷史遺跡、山川物產、風土民情、寺廟祀典，如鄭氏遺事、清法戰爭等。